# Geriatryczna Skala Depresji
Geriatryczna Skala Depresji – jedno z najczęściej używanych przesiewowych narzędzi do samooceny depresji w wieku podeszłym.
Może być stosowana w 3 wersjach:
- pełnej - 30 cech
- skróconej - 15 cech
- krótkiej - 4 cechy